# فونافوتی
فونافوتی پایتخت کشور کوچک جزیره‌ای تووالو است.

## جغرافیا
جمعیت فونافوتی بر پایه آمار سال ۲۰۰۲ برابر با ۴۴۹۲ نفر است و با این حساب پرجمعیت‌ترین آبسنگ این کشور بشمار می‌رود.
فونافوتی یک نواره باریکی از خشکی است به پهنای ۲۰ تا ۴۰۰ متر که به دور یک مرداب بزرگ حلقه زده است.
یک نوار کوچک فرودگاهی هم در این خشکی وجود دارد.
خانه‌های فونافوتی به سبک بومی و با برگ نخل درست شده‌اند.

## جزایر فونافوتی
دست کم ۳۳ جزیره در آبسنگ فونافوتی وجود دارد.
بزرگ‌ترین آنها فونگافاله نام دارد و در رتبه دوم فونافالا است.
در کل سه جزیره مسکونی آن فونگافاله، فونافالا و موتولوآ هستند.
| - آماتوکو - آوالاو - فالائویگو - فاله فاتو - فاتاتو - فونگافاله - فوآفاتو - فوآگه‌آ - فوالیفکه - فوآلوپا - فونافالا - فونامانو - لوآموتو - ماتئیکا - موتوگیه - موتولوآ - مولیتفالا | - نوکوساواله‌واله - فونانگونگو - پوکاساویلی‌ویلی - ته آفوآفو - ته آفوآلیکو - تفالا - تلله - تنگاکو (شبه جزیره جزیره فونگافاله) - تنگاسو - تپوکا - تپوکا ویلی‌ویلی - توتانگا - واسافوآ - و حدود ۵ جزیره دیگر |  |